# Ratzenlehen
Ratzenlehen ist ein Gemeindeteil der Kreisstadt Miesbach auf der Gemarkung Wies im oberbayerischen Landkreis Miesbach.

## Ortsbeschreibung
Die Einöde bzw. der Zweihöfeweiler Ratzenlehen liegt in der Luftlinie 2,6 km südwestlich des Miesbacher Bahnhofsplatzes. Sie wurde 1446 erstmals in einer Tegernseer Urkunde erwähnt.

## Name
Der Ortsname leitet sich wohl von einem „Lehen des Razo“ ab.

## Bevölkerungsentwicklung
Um 1871 lebten in Ratzenlehen zwölf Einwohner. Im Mai 1987 gab es elf Einwohner in drei Wohngebäuden, die in sechs Wohnungen aufgeteilt waren.
| Jahr      | 1871 | 1925 | 1950 | 1970 | 1987 |
| Einwohner | 12   | 12   | 14   | 6    | 11   |

## Persönlichkeiten
Die Großmutter von Hans-Jochen Vogel besaß seit etwa 1927 das Anwesen Ratzenlehen. Die Ferienaufenthalte ihres Enkels bei ihr gehörten zu dessen schönsten Kindheitserinnerungen. Auch später trafen sich Hans-Jochen Vogel und sein Bruder Bernhard Vogel auf Einladung ihrer Cousine Annemarie Brinz regelmäßig zu Familienadventsstunden in Ratzenlehen.